# Herberstein (Adelsgeschlecht)

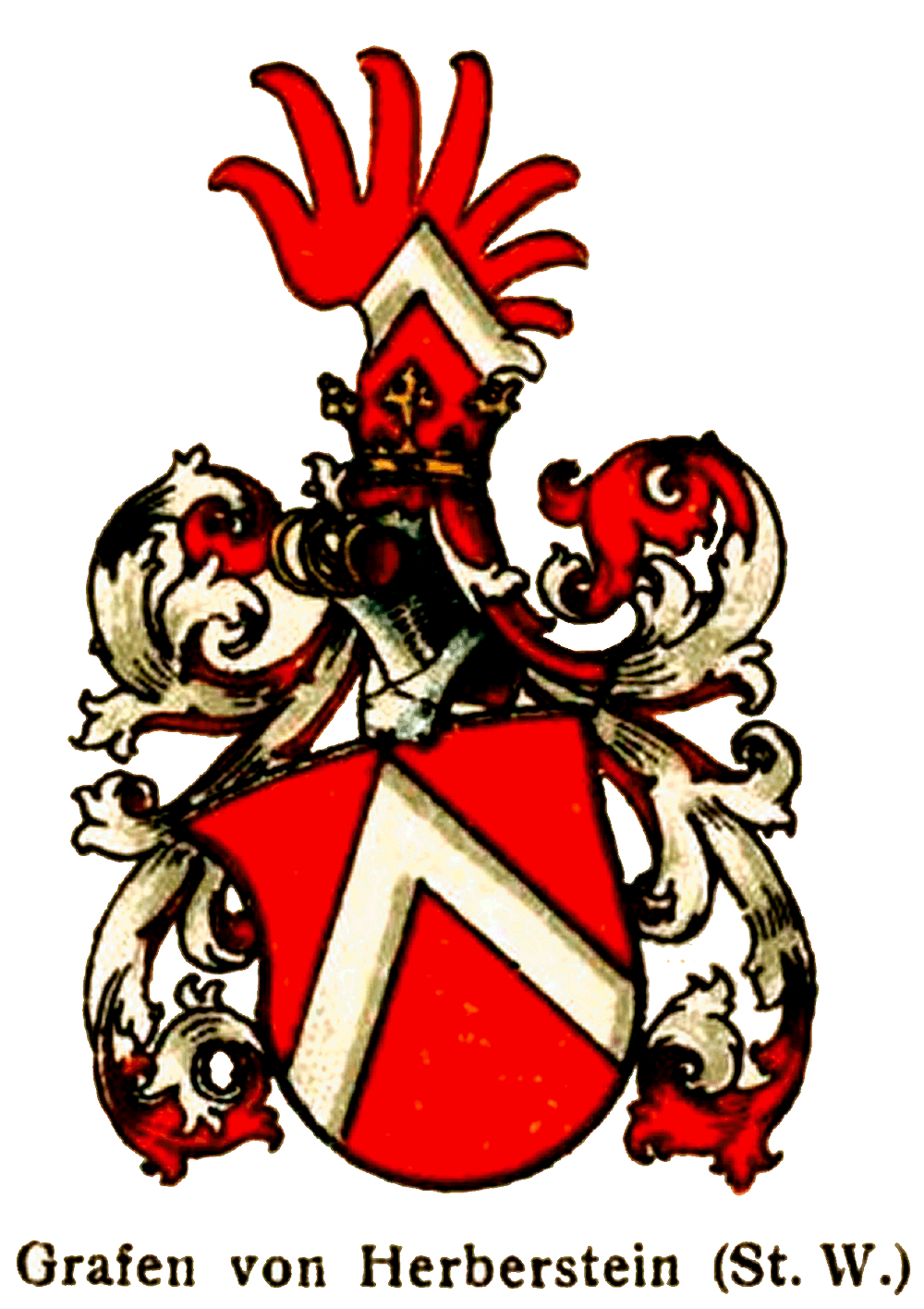
Stammwappen der Grafen von Herberstein, nach Adolf Matthias Hildebrandt zwischen 1900 und 1920

Herberstein ist der Name eines Adelsgeschlechts, das seit 1287 in der Oststeiermark nachweisbar ist und sich weiter u. a. nach Schlesien verzweigte. Ab 1290 nannte es sich nach seinem Stammsitz, der Veste Herberstein. 1537 wurde die Familie zu Reichsfreiherren, 1644 zu erbländisch-österreichischen Grafen und 1710 zu Reichsgrafen erhoben.

## Geschichte
Die steirische Linie geht auf den Stammvater Otto von Aflenz (* ? ; † 1340) zurück, der sich auch „von Hartberg“ nannte. Das Geschlecht erscheint erstmals urkundlich am 6. Dezember 1290, als der Ritter Otto von Hartberg die Veste Herberstein erwarb und sich nach ihr benannte. Mit ihm beginnt die sichere Stammreihe der Familie. 1537 stiegen die Herbersteiner in den Reichsfreiherrenstand auf. 1644 erlangten sie den erbländisch-österreichischen Grafentitel und wurden 1710 in den Reichsgrafenstand erhoben.
Die Herbersteiner begannen ihre jahrhundertelangen Dienste in den Ländern der Habsburger als Lehensträger landesfürstlicher Güter. Nahezu 400 männliche Träger des Namens sind bekannt. Sie stellten fünf Landeshauptleute der Steiermark, Offiziere aller Grade bis zum Feldmarschall, Diplomaten, Beamte, Hofleute und einen Staatsminister sowie Geistliche und Bischöfe. Unter den Vertretern der Familie finden sich auch Mathematiker sowie Professoren der Philosophie, der Grammatik und der Weltgeschichte.
Gezielte Besitzerweiterungen und günstige Heiratsverbindungen im 14. und 15. Jahrhundert trugen zur zunehmenden Festigung ihrer Position bei. So gelangte unter anderen durch die Heirat des Reichsgrafen Leopold von Herberstein mit Eleonore von Eggenberg auch die bedeutendste Schlossanlage der Steiermark, das Grazer Schloss Eggenberg in den Besitz der Familie.
Nachdem der Chef der steirischen Linie, Johann Maximilian Herberstein, im Jahr 1935 nach einer kinderlosen Ehe in Wien verstarb und die Verlassenschaft erst 1937 verhandelt wurde, verwaltete dessen Bruder Johann Herbert das Erbe und übernahm die Herrschaften Herberstein, Neuberg und Eggenberg und die dazugehörigen Ländereien. Mit der Verwaltung der landeseigenen Güter vollauf beschäftigt, erfolgte 1939, kurz vor Beginn des Krieges, der Verkauf des Schlosses Eggenberg an das Land Steiermark. Johann Maximilian hatte seinen Neffen Johann Otto (1897–1938) adoptiert und als Haupterben der Herberstein-Eggenbergischen Güter eingesetzt. Nach Johann Ottos frühem Tod mit 41 Jahren erbte sein gleichnamiger ältester Sohn Johann Otto (1937–1994) als Einjähriger die Güter.
Auf Initiative seiner zweiten jungen Ehefrau Andrea wurde Mitte der 1970er Jahre mit der Renovierung der Gebäude des Schlosses Herberstein begonnen. Die entscheidende Hilfe dazu war die im Schloss stattfindende Landesausstellung 1986 „Die Steiermark – Brücke und Bollwerk“. In Folge wurde auch der Tierpark zu einer touristischen Attraktion ausgebaut. 1987 kam es zur Scheidung, die in eine regelrechte Prozessflut (Causa Herberstein) mündete. 1993 heiratete Johann Otto Herberstein zum dritten Mal, verstarb aber im Folgejahr. Herbersteins jüngste Tochter Felicitas erbte laut einem Testament von 1988 alles, teilte aber ihr Vermögen gleichmäßig mit ihren beiden Geschwistern Catherine und Maximilian. Nachfolgend wurde die Herberstein OEG gegründet, deren Geschäftsführer Maximilian (geboren 1977) wurde.
Der Stammsitz Herberstein blieb über 700 Jahre bis heute im Besitz der Familie. Die gleichnamige Herrschaft war eine der größten in der Steiermark.
1728 erlosch die schlesische Linie der Familie Herberstein (siehe unten) und deren Majoratsherrschaft Grafenort in der Grafschaft Glatz fiel testamentarisch an die steiermärkische Linie.
1849 heiratete Graf Friedrich von Herberstein und Proskau, Statthalter der Steiermark, Theresia von Dietrichstein (1822–1909). Als deren Vater Josef Fürst von Dietrichstein zu Nikolsburg (1798–1858) starb, erbte sie laut Familienvertrag das böhmische Fideikommiss Budin und Libochowitz, wozu auch Nepomyšl, Slatina und Wällisch Birken gehörten. Ihre Nachkommen blieben bis 1945 und der folgenden Verstaatlichung zu Gunsten der Tschechoslowakei Eigentümer.

### Persönlichkeiten der steirischen Linie

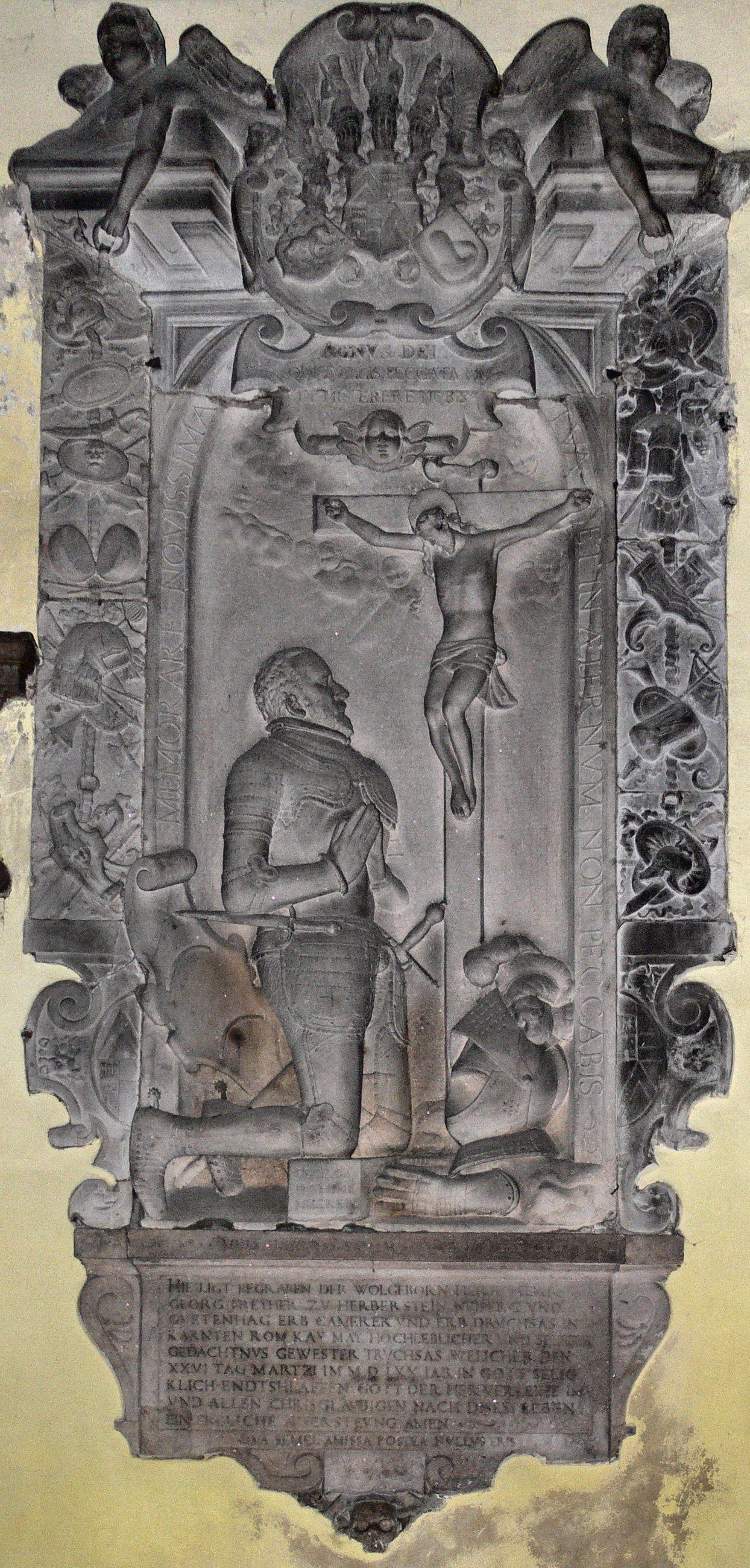
Georg von Herberstein, † 1570, Epitaph in der Wiener Michaelerkirche

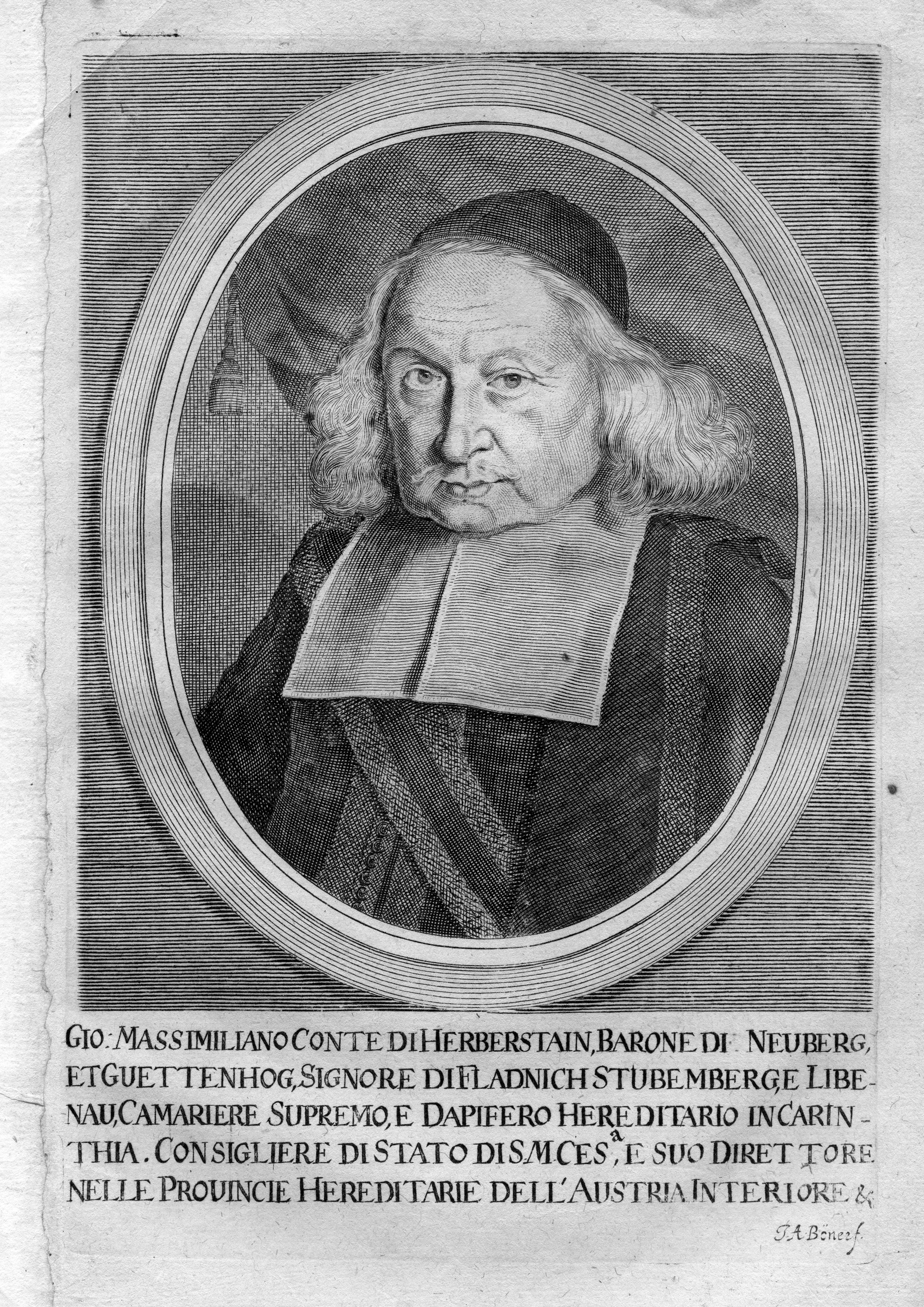
Johann Maximilian von Herberstein

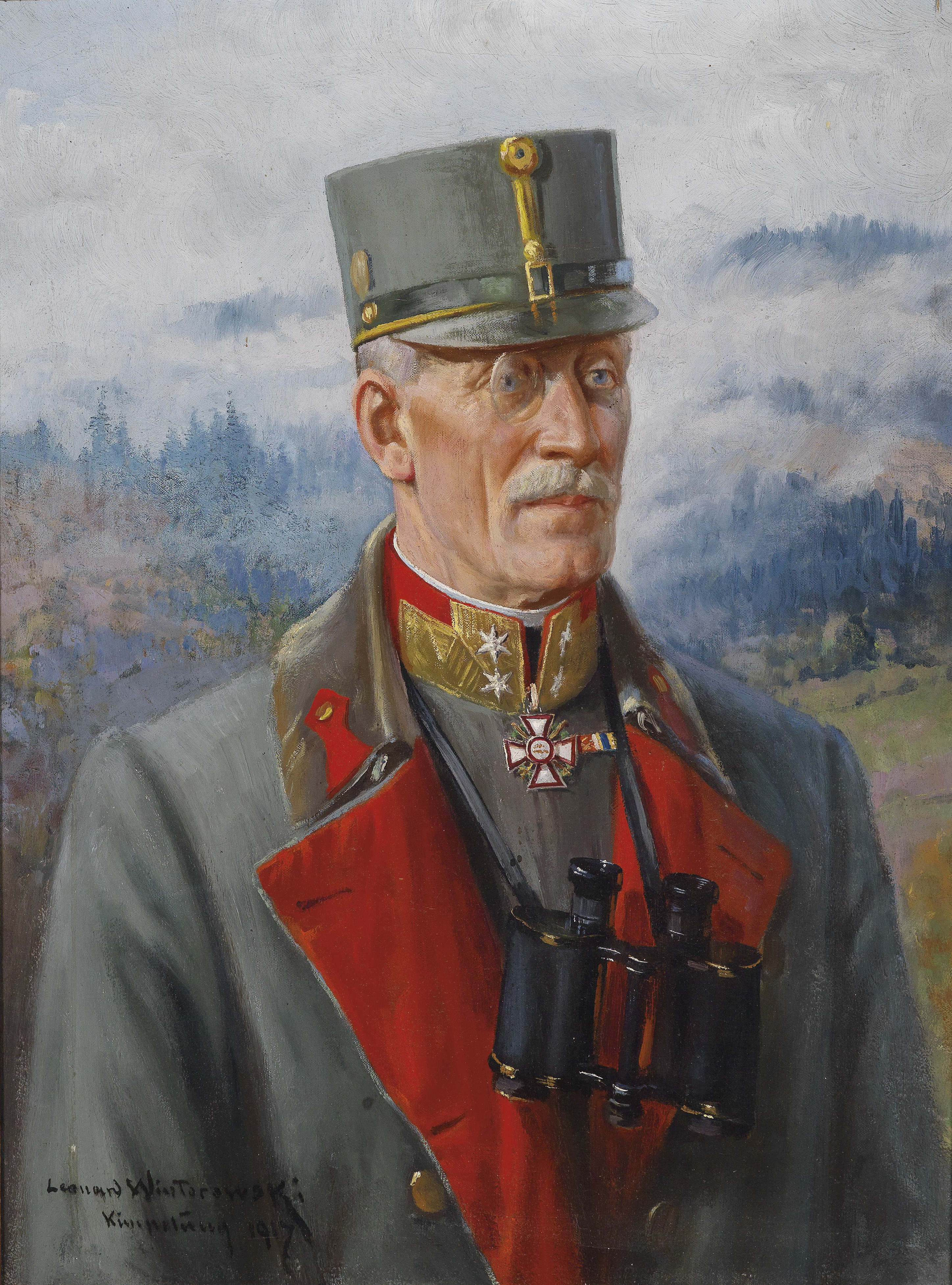
Feldmarschall-Leutnant Johann Herbert Graf von Herberstein, 1917

- Günther von Herberstein (* ?; † 1421), Schlosshauptmann von Graz, Feldhauptmann der Steiermark
- Bernhardin I. von Herberstein Reichsfreiherr zu Neuberg und Gutenhag (* c. 1490; † 1554), Landesverweser des Herzogtums Steiermark, Oberst des steirischen Kriegsvolks. Dessen Sohn:
  - Georg der Breite von Herberstein Reichsfreiherr zu Neuberg und Gutenhag (* 1529; † 1586), 1570 Landesverweser, 1580 Landeshauptmann der Steiermark. Dessen Sohn:
    - Bernhardin II. von Herberstein Reichsfreiherr zu Neuberg und Gutenhag, (* 1566; † 1624), kaiserlicher Obersthofmarschall. Dessen Sohn:
      - Johann Maximilian I. von Herberstein, seit 1644 Reichsgraf von Herberstein Freiherr zu Neuberg und Gutenhag (* 1601; † 1680), Landeshauptmann der Steiermark. Dessen Söhne (alle Reichsgrafen von Herberstein Freiherren zu Neuberg und Gutenhag):
        - Johann Ferdinand I. Graf von Herberstein (* 1640; † 1675), Generalmajor. Dessen Söhne :
          - Johann Georg Graf von Herberstein (* 1660; † 1686), Offizier, fiel bei der Erstürmung von Buda (Näherer Stammvater der Linie)
          - Johann Ferdinand II. Graf von Herberstein (* 1663; † 1721), Ritter des Malteserordens, Feldmarschall-Leutnant, Vizepräsident des innerösterreichischen Hofkriegsrats, Großbailli der Deutschen Zunge des Malteserordens (1709 bis 1711)
          - Johann Otto Graf von Herberstein (* 1666; † 1700), Feldmarschall-Leutnant, (Männliche Nachkommenschaft erlosch mit seinem Sohn)
          - Johann Ernst Graf von Herberstein (* 1671; † 1748), k.k. Wirklicher Geheimer Rat, Landesverweser in der Steiermark: die männliche Nachkommenschaft erlosch mit seinen Söhnen
            - Johann Ernst Graf von Herberstein (* 1709; † 1778), Majoratsherr zu Gutenhag
            - Johann Joseph Graf von Herberstein (* 1715; † 1760), Ritter des Deutschen Ordens, Komtur zu Friesach, Feldmarschall-Leutnant.
            - Johann Karl Graf von Herberstein (* 1719; † 1787), Bischof von Laibach (1722–1787), unterstützte die Reformen des Kaisers Josef II.

        - Johann Joseph Graf von Herberstein (* 28. Februar 1633; † 30. Dezember 1689), Ritter des Malteserordens, Großprior des Malteserordens in Ungarn, später Kommandierender General in Kroatien, Slawonien und den österreichischen Seeküsten und General-Feldzeugmeister
        - Johann Maximilian II. „der Jüngere“ Graf von Herberstein (* ?; † 1679), Landeshauptmann von Kärnten, ab 1675 Landeshauptmann von Steiermark (hinterließ keine Söhne)

      - Johann Ferdinand Graf von Herberstein (* 1605; † 1673), Jesuit, Professor für Dialektik, Ethik, Scholastik und Kirchenrecht in Graz, Judenburg und Linz
- Siegmund von Herberstein (* 1486; † 1566), österreichischer kaiserlicher Rat und Gesandter am russischen Hof
- Caspar von Herberstein (* ?; † 1572), Feldhauptmann und Obersthofmeister
- Leopold von Herberstein (* ?; † 1606), Generalfeldmarschall, Oberbefehlshaber, Hofkriegsratspräsident
- Adam von Herberstein (* 1577; † 1626), österreichischer Kämmerer Erzherzog Matthias, späteren Kaisers; kaiserlicher Gesandter in Konstantinopel
- Johann Georg von Herberstein (* 1591; † 1663), Bischof von Regensburg
- Georg Sigmund von Herberstein (* 1594; † 1663), Reichshofrat, Obersthofmeister, kaiserlicher Gesandter in Paris; trat 1631 in den Dominikanerorden ein, dessen Provinzial er wurde, 1655 Bürgermeister der Stadt Engen → Kloster St. Wolfgang (Engen)
- Sigismund Christoph von Herberstein (* 1644; † 1716), Bischof von Laibach
- Maximilian von Herberstein (* 1609; † 1688), General der Republik Venedig. Dessen Söhne:
  - Ernst Gundakar von Herberstein (* 1654; † 1723), Generalfeldmarschall-Leutnant und Hofkriegsrat
  - Matthias Gundakar von Herberstein (* 1658; † 1737), kursächsischer Geheimer Rat; Oberhofrichter zu Leipzig
- Ferdinand Ernst von Herberstein (* ?; † 1691), Generalfeldwachtmeister und Hofkriegsrat
- Ferdinand Ehrenreich von Herberstein (* ; † 1692), Reichshofrat
- Ferdinand Ernst Karl von Herberstein (* ; † 1720), Mathematiker; Landrechtsbeisitzer in Böhmen
- Carl Leopold von Herberstein (* ; † 1726), Generalfeldmarschall-Leutnant und Hofkriegsrat, Malteserritter, Großbailli (1703 bis 1709) und Großprior von Böhmen, Österreich und Schlesien (1721 bis 1726)
- Leopold von Herberstein (* 1655; † 1728), Adjutant des Prinzen Eugen; Generalfeldmarschall und Hofkriegsratspräsident
- Ferdinand Leopold von Herberstein (* 1695; † 1744)[3], Gesandter in Stockholm, später Oberhofmeister und Staatsminister. Dessen Söhne:
  - Anton Johann Nepomuk von Herberstein (* 1725; † 1774), Fürstbischof von Triest
  - Karl Wenzel von Herberstein (* 1729; † 1798), Gesandter des Malteserordens in Wien, Feldmarschall-Leutnant
  - Ernest Johann Nepomuk von Herberstein (* 1731; † 1788), erster Bischof der Diözese Linz
- Johann Seyfried von Herberstein (* 1706; † 1771), Hofkammerpräsident, Präsident der Kommerzial-Intendanz in Triest
- Johann Leopold von Herberstein (* 1712; † 1789), Landeshauptmann der Steiermark
- Johann Karl von Herberstein (* 1719; † 1787), Bischof von Laibach
- Joseph von Herberstein (* 1757; † 1816), Finanzwissenschaftler, Vizepräsident der Hofkammer
- Johann Siegmund zu Herberstein (* 1831; † 1907), Freiherr zu Neuberg und Gutenhag, Oberst-Erblandkämmerer und Truchsess im Herzogtume Kärnten, erbliches Mitglied des Herrenhauses des österreichischen Reichsrates
- Johann Herbert von Herberstein (* 1863; † 1940), Feldmarschall-Leutnant und Obersthofmeister des Erzherzogs Friedrich

### Persönlichkeiten der schlesischen Linie sowie der böhmischen Grafschaft Glatz
Um 1600 begründete Freiherr Johann Bernhard d. Ä. von Herberstein († 1665) die schlesische Linie der Herbersteiner. Er war Kaiserlicher Kammerrat, Erbkämmerer und Erbtruchsess von Kärnten und mit der schlesischen Freiin Juliana Kunigunde von Tschentschau-Mettich († 1645) verheiratet. Die Söhne des Paares waren:
- Johann Friedrich d. Ä. (1626–1701), gelangte 1651 durch Heirat an die große Herrschaft Grafenort in der Grafschaft Glatz. Mit Genehmigung des Landesherrn errichtete er aus seiner Herrschaft Grafenort, das bis 1930 im Besitz der Herbersteiner blieb, ein Majorat.
- Johann Georg Bernhard Freiherr von Herberstein (* 21. April 1627 in Neisse, Fürstentum Neisse; † 18. April 1649 in Rom), war Kanoniker von Breslau.[4]
- Johann Bernhard II. von Herberstein (auch: Johann Bernhard d. J. von Herberstein; 1630–1685), seit 1671 Landeshauptmann von Breslau und Glogau. 1680 stiftete er für die Pfarrkirche Corpus Christi in Brieg bei Glogau den Stuckdekor der Langhausdecke und des Gewölbes mit einem Herberstein-Familienwappen am Triumphbogen. Am gleichen Ort errichtete er 1671–1685 an der Stelle eines früheren Gutshauses ein Barockschloss. Beide Arbeiten wurden nach Plänen des Baumeisters Carlo Lurago geschaffen.[5]

Söhne von Johann Friedrich von Herberstein d. Ä.:
- Johann Friedrich Erdmann von Herberstein (auch: Johann Friedrich d. J.) (1658–1712) hielt sich 1678–1683 zu Studien in Italien auf. Nach der Rückkehr vermählte er sich mit Maria Carolina von Zierotin († 1719). Erbte von seinem Vater die Majoratsherrschaft Grafenort. Von 1696 bis 1707 war er Landeshauptmann der Grafschaft Glatz.
- Johann Leopold Erdmann von Herberstein (1659–1728) war bis 1713 schlesischer Kammerrat.[4] Er war in erster Ehe mit Maria Theresia von Althann († 1703), Tochter des Michael Wenzel von Althann und der Anna Maria von Aspremont und in zweiter mit Maria Rosalia Gräfin von Jörger, Tochter des niederösterreichischen Statthalters Johann Quentin von Jörger, verheiratet. Erbte 1701 von seinem Vater die in Schlesien gelegenen Allodialgüter Schnellendorf, Wangern u. a. und nach dem Tod seines Neffen Johann Anton von Herberstein 1720 die Majoratsherrschaft Grafenort.
  - Johann Anton von Herberstein, der einzige Sohn des Johann Friedrich d. J., war mit der Reichsgräfin Maria Antonia von Liechtenstein verheiratet. Nach dem Tod seines Vaters erbte er 1712 die Majoratsherrschaft Grafenort und 1719 von seiner Mutter das Gut (Schlosshof) in Rengersdorf. Nachdem er am 6. Juli 1720 in Prag ohne Nachkommen verstarb, erbte seine Witwe das Allodialgut Rengersdorf. Die Majoratsherrschaft Grafenort fiel an den nächsten Agnaten, Johann Leopold von Herberstein auf Wangern († 1728), den Bruder seines Vaters (s. oben).

Nachdem Johann Leopold 1728 ohne Nachkommen gestorben war, fiel die Majoratsherrschaft Grafenort testamentarisch an die steiermärkische Linie der Herberstein:
- Johann Gundacker I. von Herberstein war vermutlich ein Sohn des Generalfeldmarschalls Ernst Gundakar von Herberstein, der bereits 1723 verstarb (s. oben), so dass Johann Gundacker der nächste Agnat war, an den 1728 die Majoratsherrschaft Grafenort gelangte. Da er noch nicht volljährig war, stand er zunächst unter der Vormundschaft seiner Mutter Maria Josefa, geborene von Breuner. Ab 1735 verwaltete er seine Güter selbst. War mit Marianna N. N. verheiratet; starb 1770. Ihm folgte sein gleichnamiger Sohn:
- Johann Gundacker II. von Herberstein († 1810). Erbte 1770 die Majoratsherrschaft Grafenort, auf der er die Kolonien Hayn und Hüttengrund anlegte. War mit Antonia von Schrattenbach verheiratet. Nach deren Tod 1778 vermählte er sich mit Reichsgräfin von Stargk. Neun Jahre vor seinem Tode übergab er die Majoratsherrschaft Grafenort seinem einzigen Sohn:
- Johann Hieronymus von Herberstein wurde 1772 in Grafenort geboren, erhielt 1801 von seinem Vater Johann Gundacker II. die Majoratsherrschaft Grafenort und war mit Henriette Gräfin von Salm-Kyrburg verheiratet. 1816 begründete er das Schlosstheater Grafenort. Er starb im Jahre 1847 in Grafenort.

## Wappen
Blasonierung: Das gräfliche Wappen der Familie Herberstein zeigt sich gespalten und zweimal geteilt, als gekrönten Herzschild das Stammwappen mit einem silbernen Sparren auf rotem Grund; Felder 1 und 4 zeigen auf schwarzem Grund mit silbernen Herzen bestreut, einen silbernen aufspringenden Wolf (Wappenbild der Herren von Neidberg); Felder 2 und 5 zeigen vorne einen goldenen, zinnenbekrönten Rundturm auf rotem Grund, hinten einen silbernen Balken auf rotem Grund; Felder 3 und 6 ein goldenes, liegendes Pferdekummet auf rotem Grund.
Wappengeschichte: Nach der von Siegmund von Herberstein überlieferten Tradition symbolisiert der Sparren die Pflugschleife und erinnert an die ersten Herbersteiner, die als Bauern ihren Grund und Boden bestellten. Felder 2 und 5 zeigen das vereinigte königlich-kastilische und erzherzoglich-österreichische Wappen, das Kaiser Karl V. dem Familienwappen hinzufügte. Felder 3 und 6 zeigen das Wappen der Familie Hag auf Gutenhag. Anna, Tochter des letzten Hag, verehelichte sich 1379 mit Heinrich von Herberstein. Das Pferdekummet wurde im Laufe der Zeit in manchen Darstellungen zu einem Hut umgeformt. Den Wappenschild zieren die Brustbilder des Kaisers, des Königs von Spanien und des russischen Zaren.

Stammwappen, Freiherrenwappen und Grafenwappen
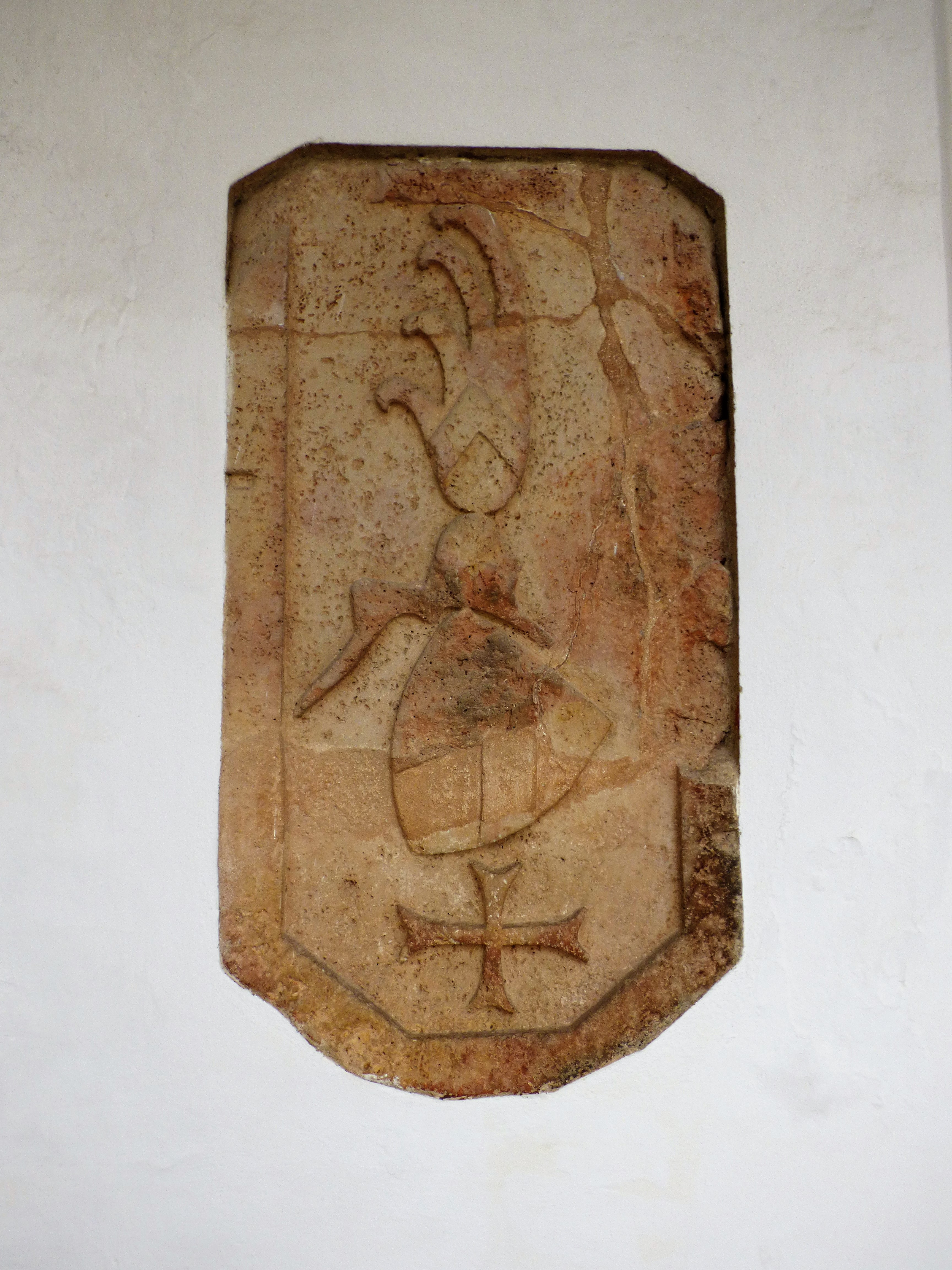
Stammwappen derer von Herberstein, Stein im Florentinerhof, Schloss Herberstein
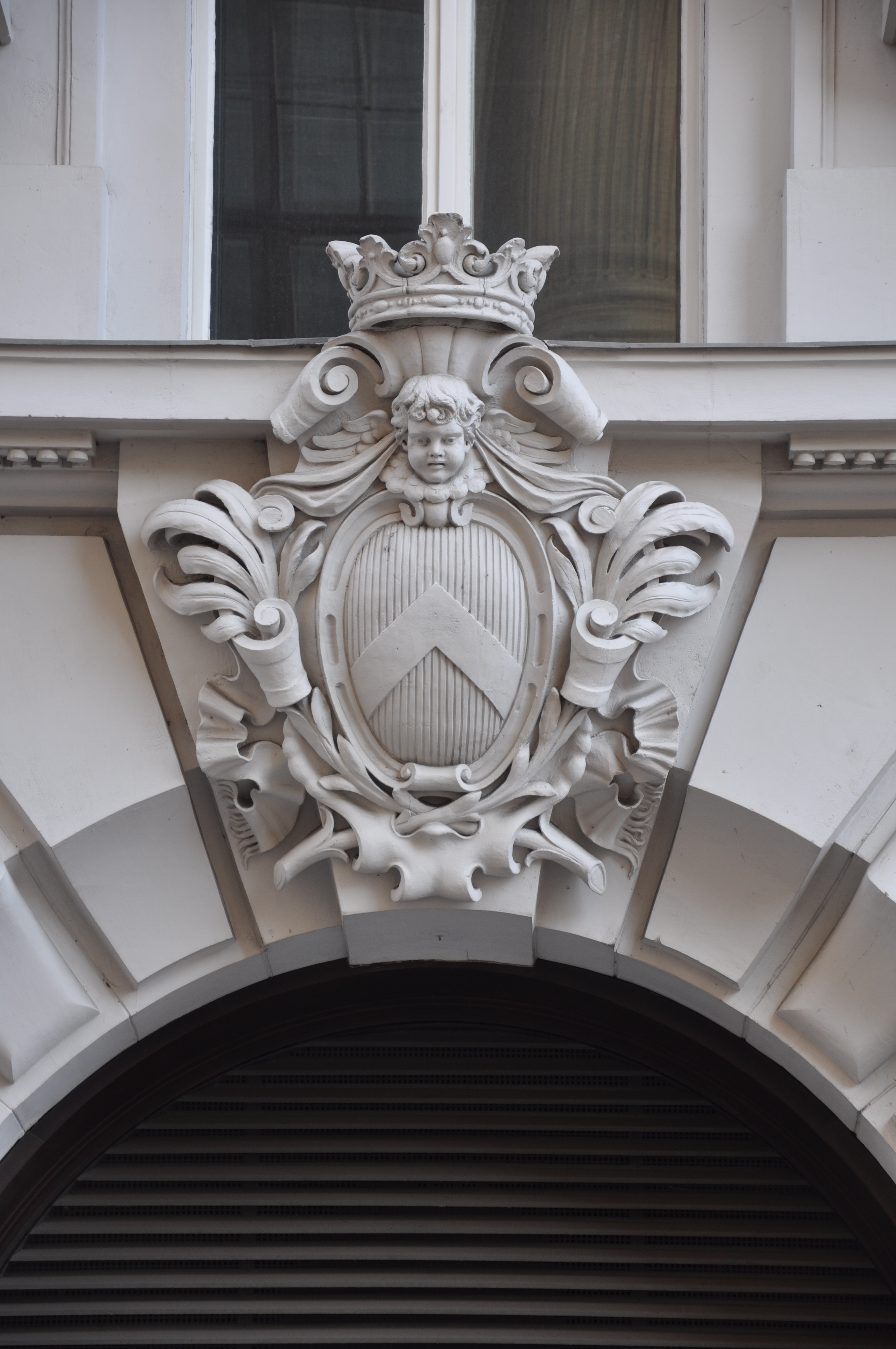
Stammwappen derer von Herberstein, Palais Herberstein, Fassade Schauflergasse 2
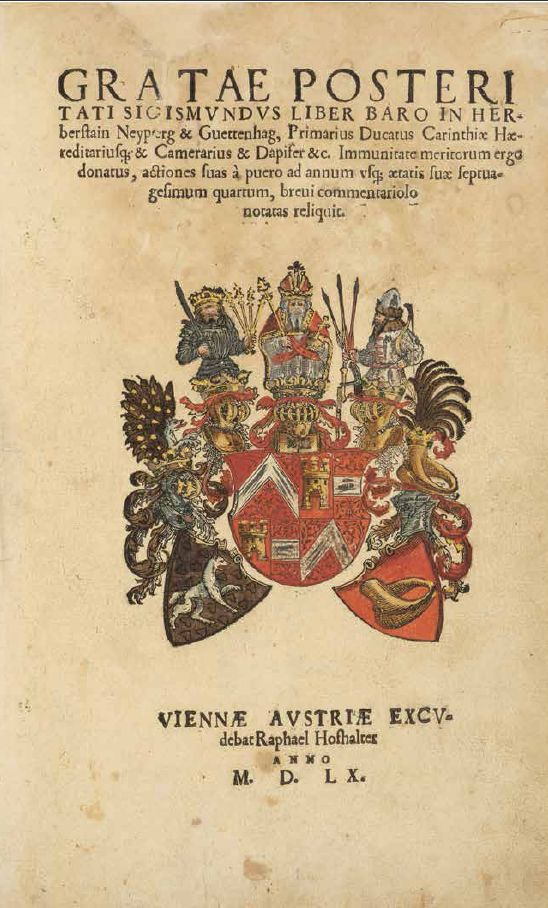
Gemehrtes Freiherrenwappen des Sigismund von Herberstein, 1560
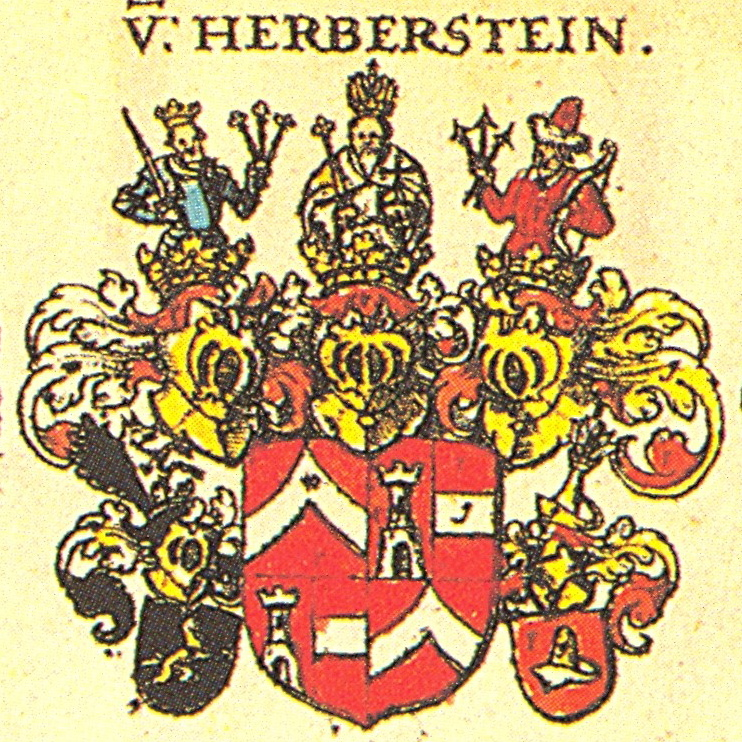
Freiherrenwappen derer von Herberstein, nach Johann Siebmachers Wappenbuch 1605
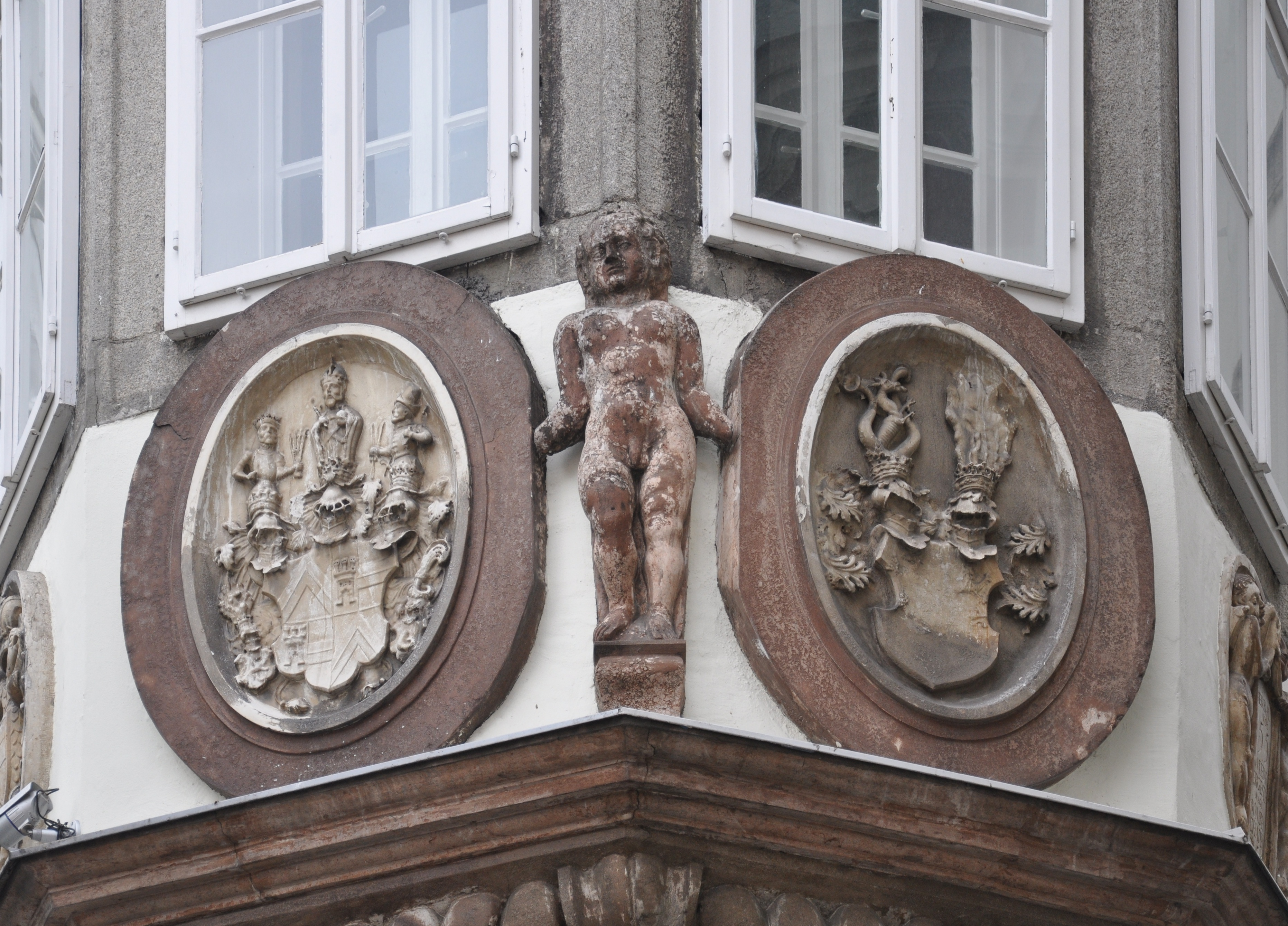
Erker in Linz, Losensteiner Freihaus (Altstadt 2): optisch rechts, Freiherrenwappen derer von Herberstein, optisch links, Wappen derer von Losenstein
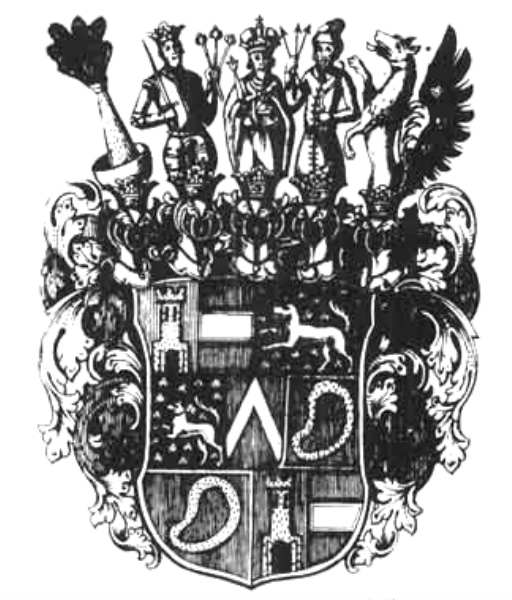
Gräfliches Familienwappen Herberstein, 16. Jahrhundert, Kupferstich, OÖLA, Landschaftsakten IV. Bd. 232, Historisches Jahrbuch der Stadt Linz
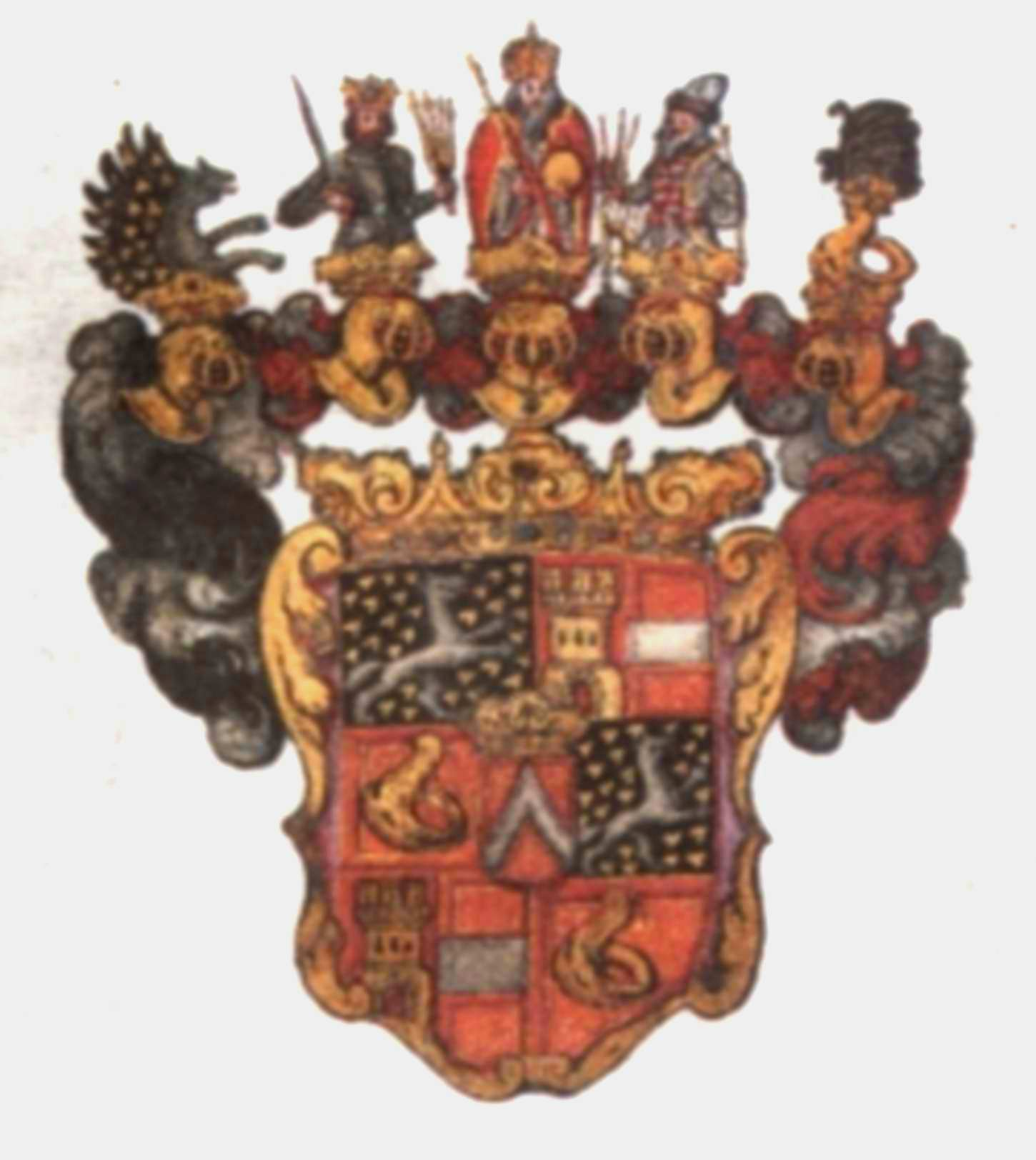
Gemehrtes Wappen der Grafen zu Herberstein, verm. 17. Jh.
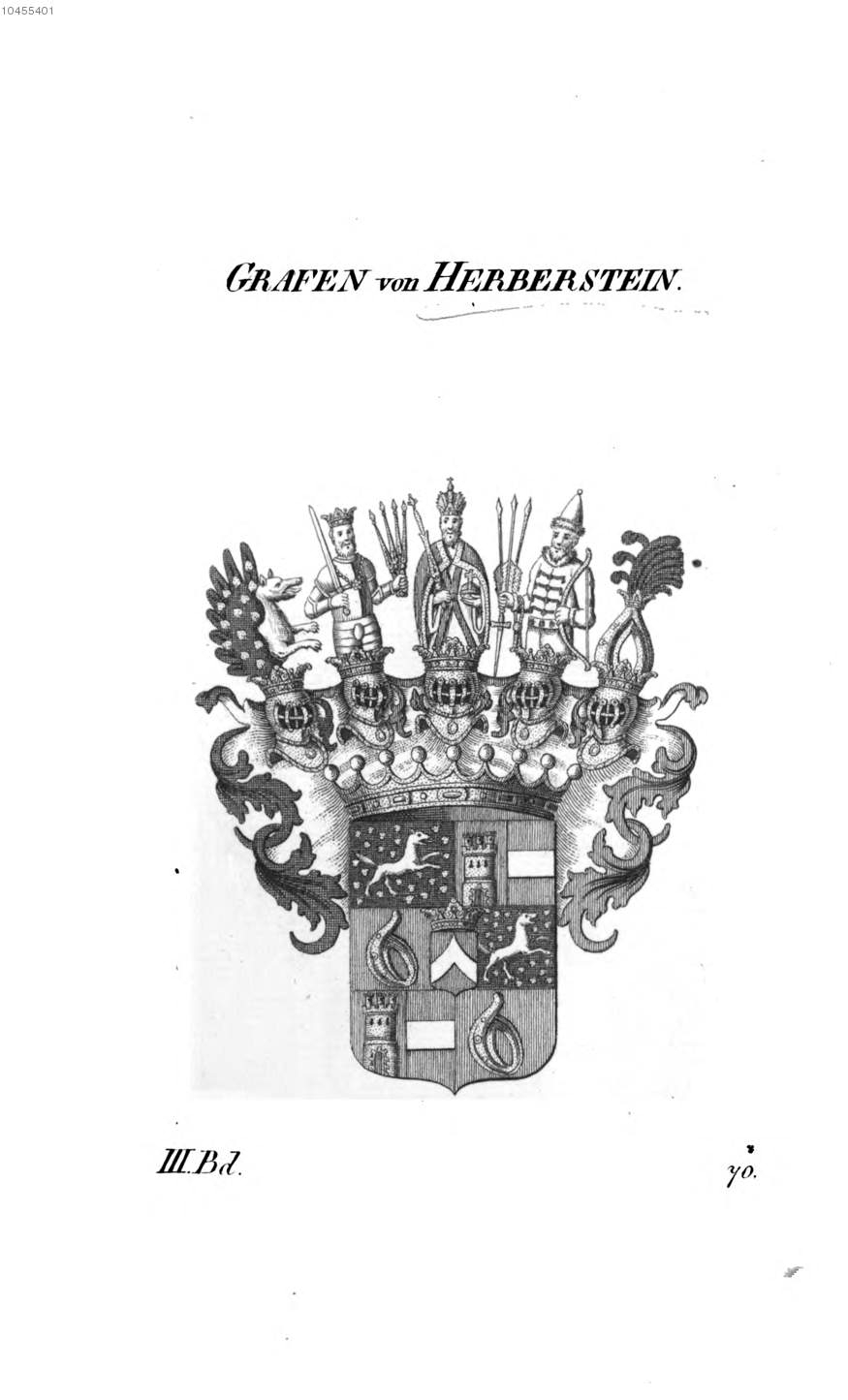
Gemehrtes Wappen der Grafen zu Herberstein, nach Tyroff AT, zwischen 1831 und 1868
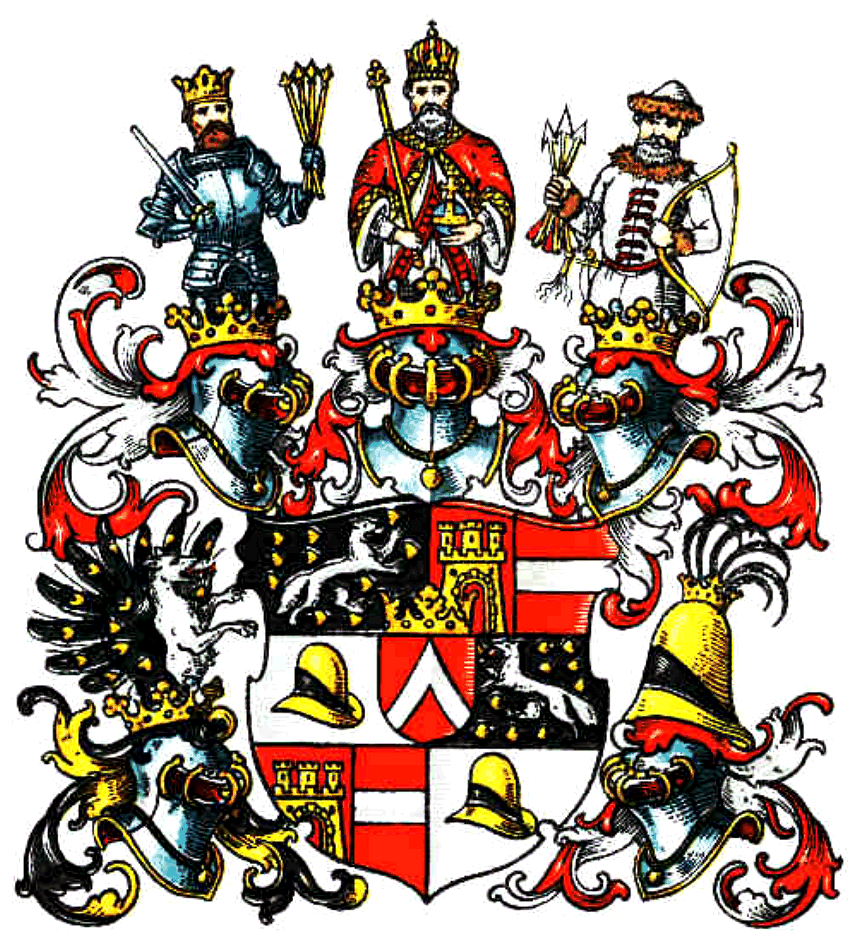
Gemehrtes Wappen der Grafen zu Herberstein, etwa 1901

## Besitztümer
Der Familie Herberstein gehören in Österreich das Schloss Herberstein, Steiermark (seit 1290 bis heute), sowie das Schloss Kirchberg an der Raab (seit Ende 20. Jh.). Einstige Besitztümer sind das Schloss Eggenberg (Graz) (1717–1938), das Palais Herberstein (Graz) (1742–1939) und das Palais Herberstein (Wien) (1896–1951). 

Heutiger und einstiger Besitz in Österreich
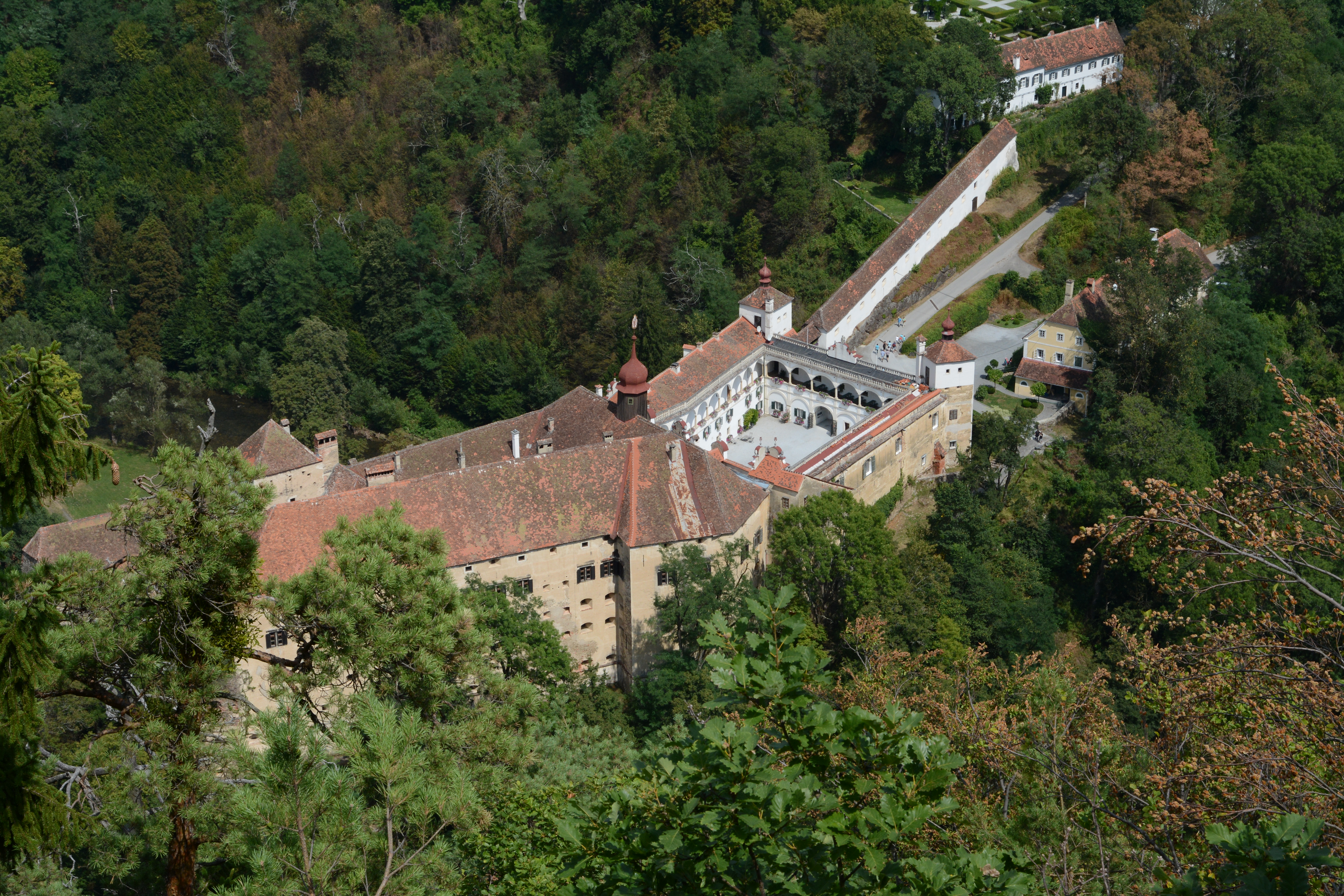
Schloss Herberstein, Steiermark (seit 1290 bis heute)
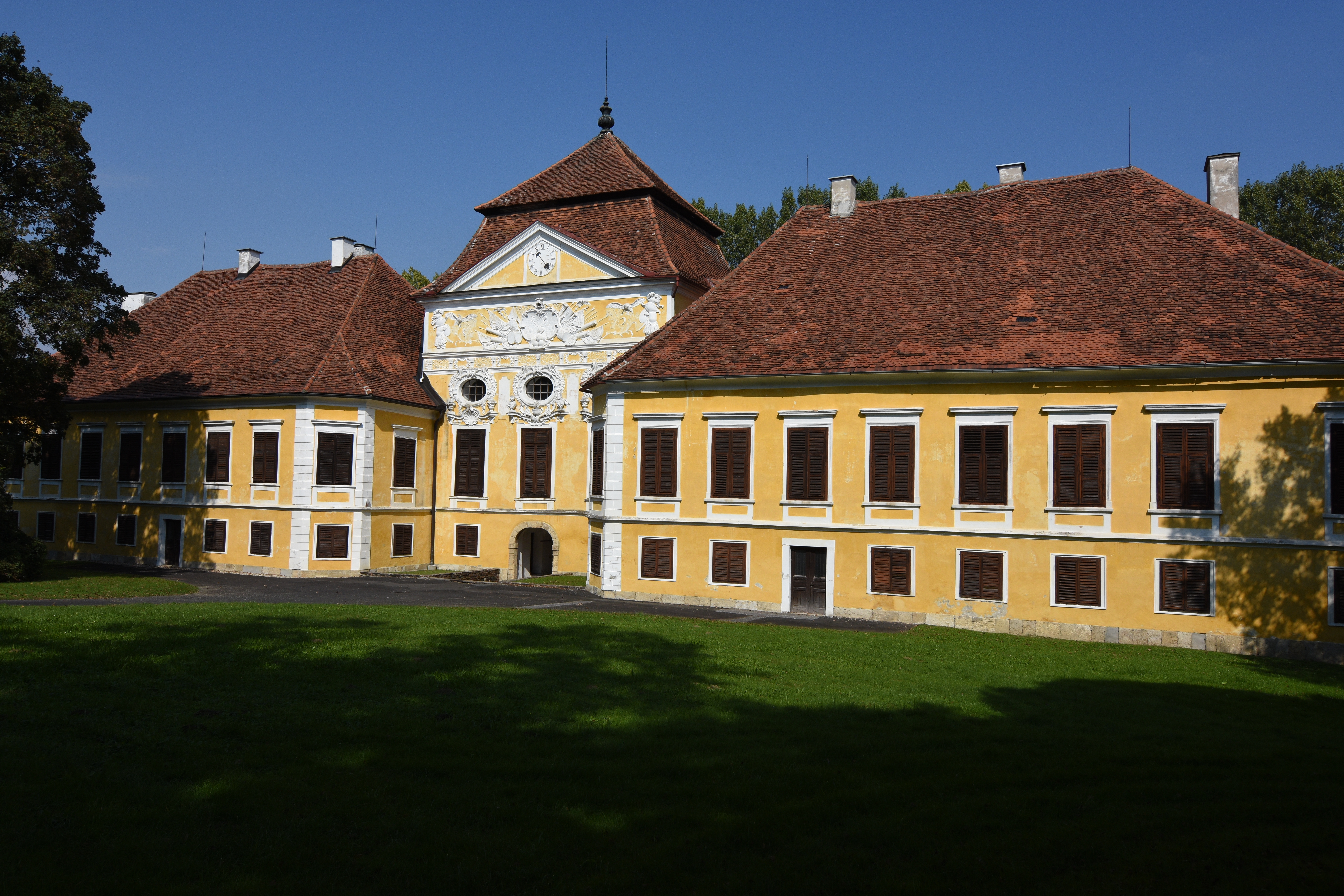
Schloss Kirchberg an der Raab, Steiermark (seit dem 20. Jh.)
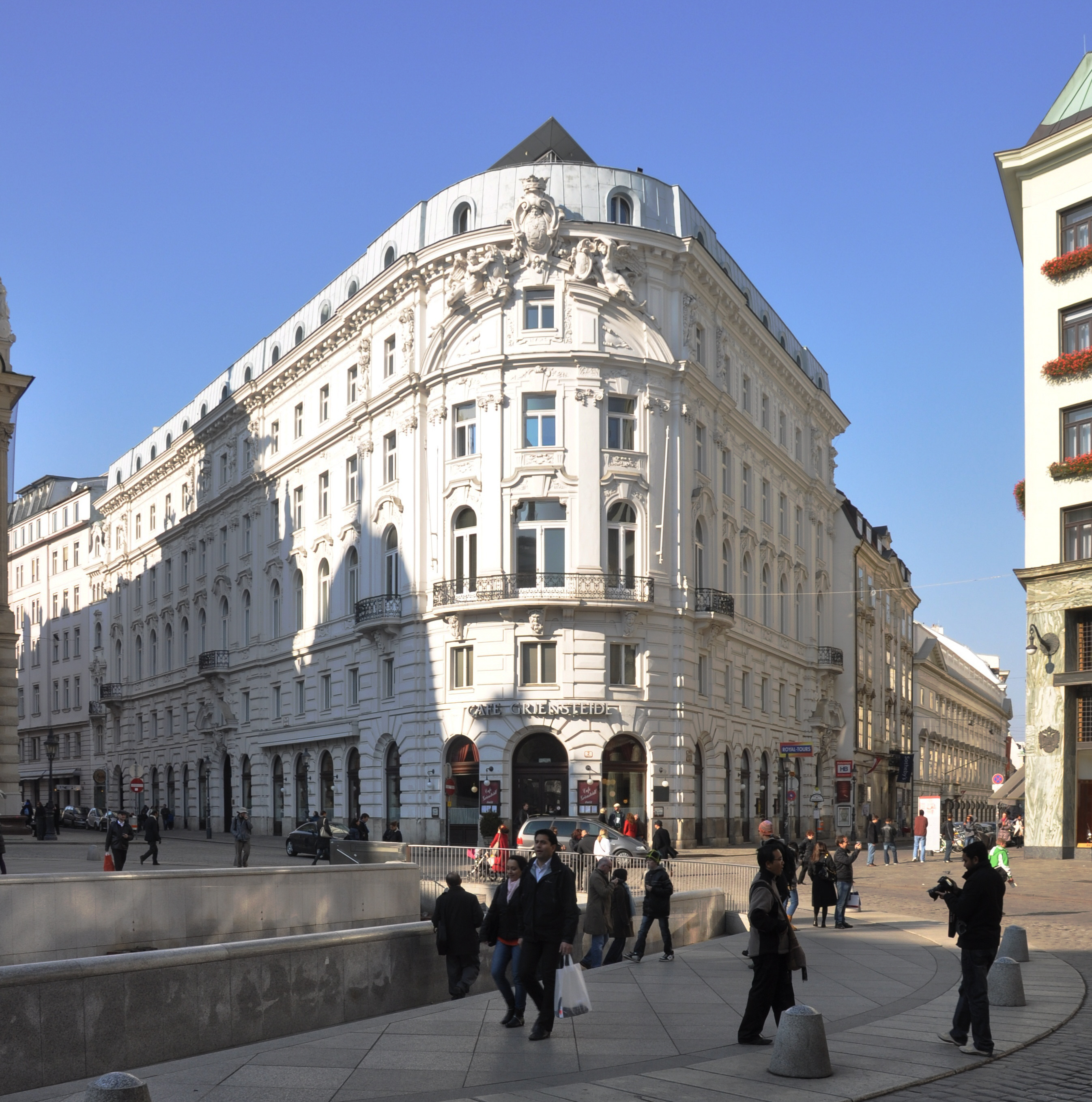
Palais Herberstein, Wien (1896–1951)
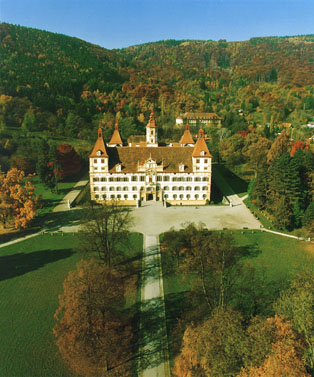
Schloss Eggenberg (Graz), Steiermark (1717–1938)
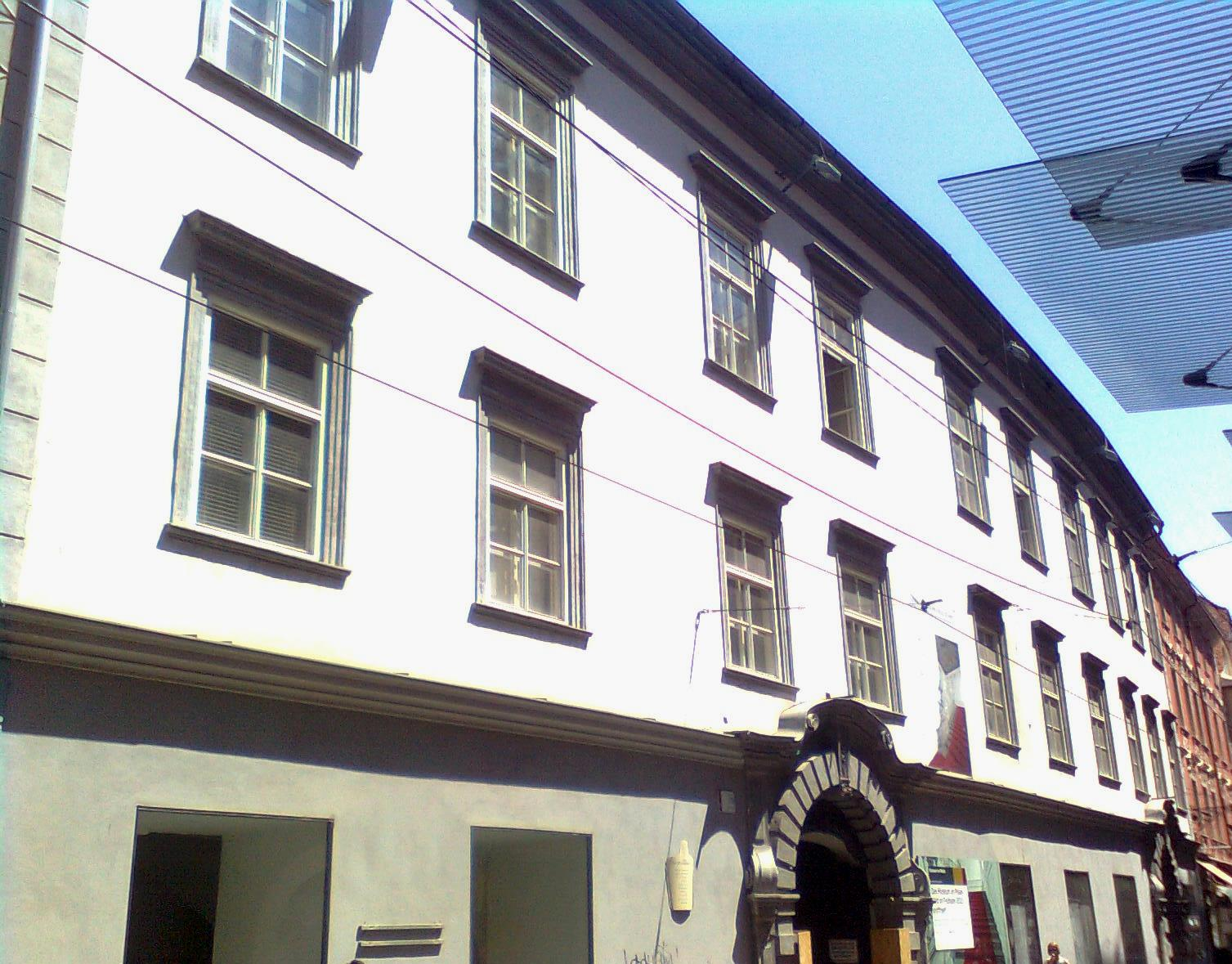
Palais Herberstein (Graz, Sackstraße), Steiermark (1742–1939)

Der Familie Herberstein gehörte einst in Böhmen und Schlesien die Herrschaften Grafenort, Grafschaft Glatz (1651–1930), Triesch (1626–1657), Goltschjenikau (1817–1830), Budin an der Eger (1858–1945), Libochowitz (1858–1945), Nepomyšl (1848–1945), Slatina (1858–1945), Wällisch Birken (1858–1945), Groß Opatowitz (?–1934) sowie Welkan.

Einstiger Besitz in Böhmen und Schlesien
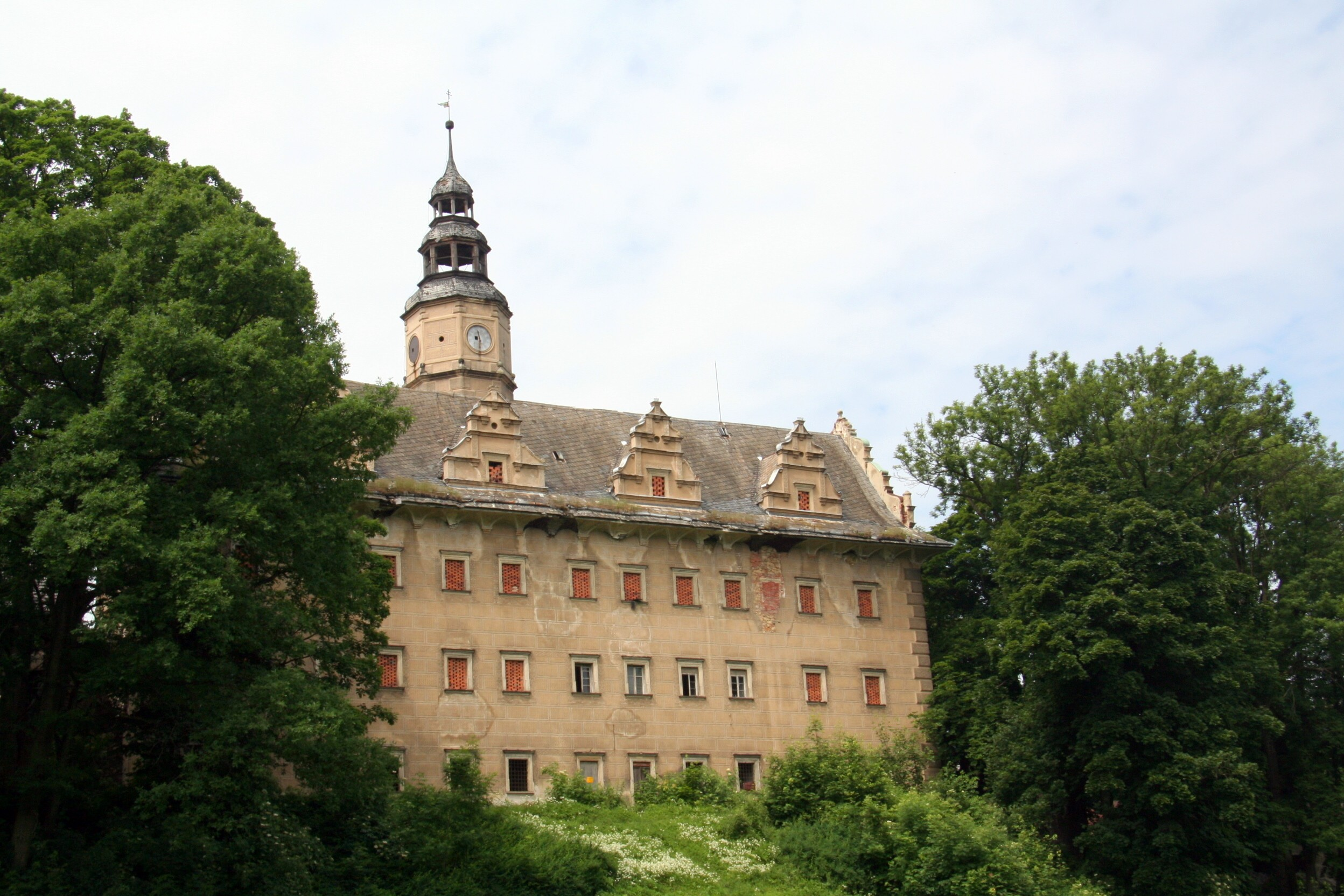
Schloss Grafenort, Grafschaft Glatz (1651–1930)
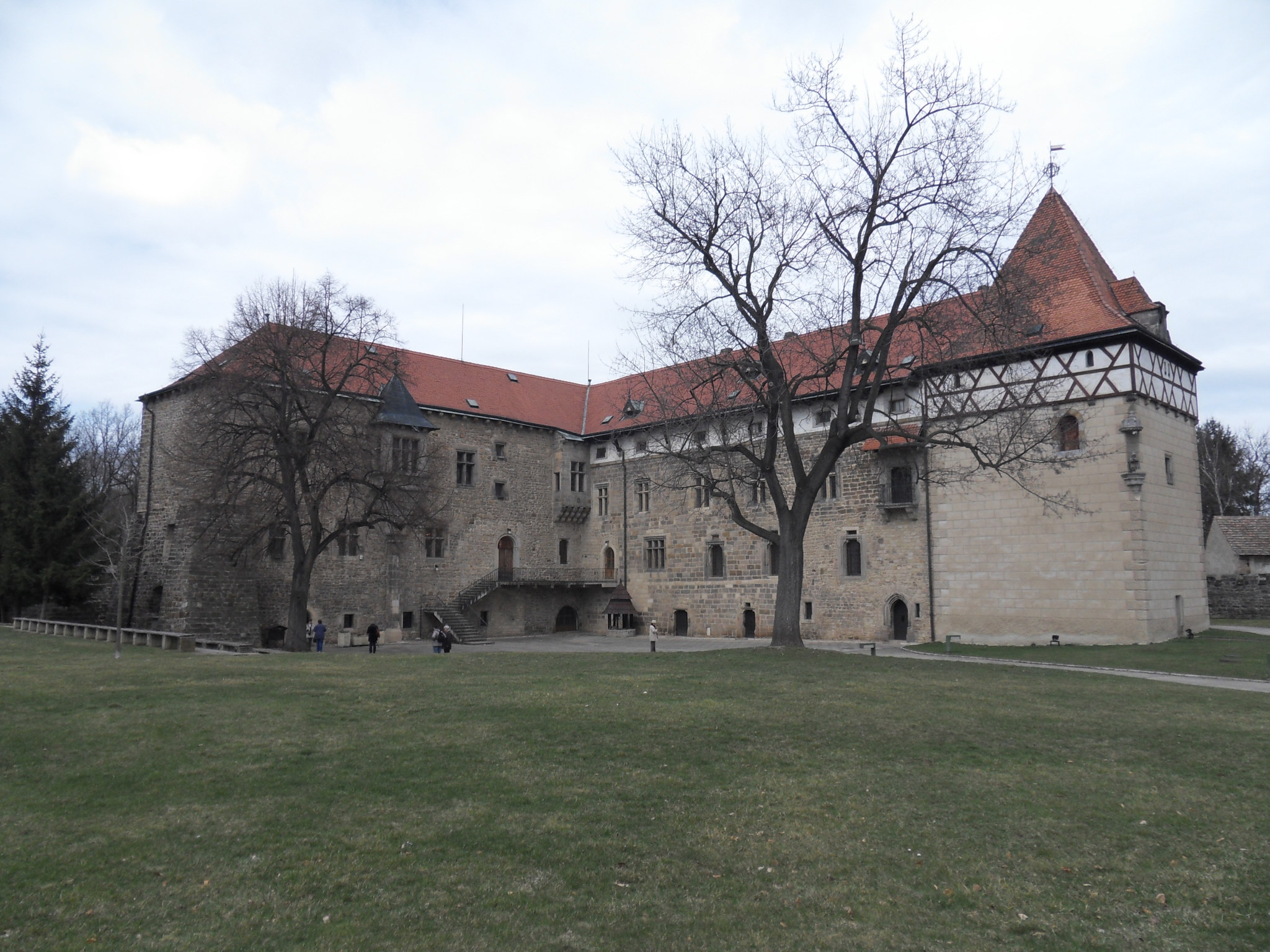
Schloss Budin an der Eger (1858–1945)
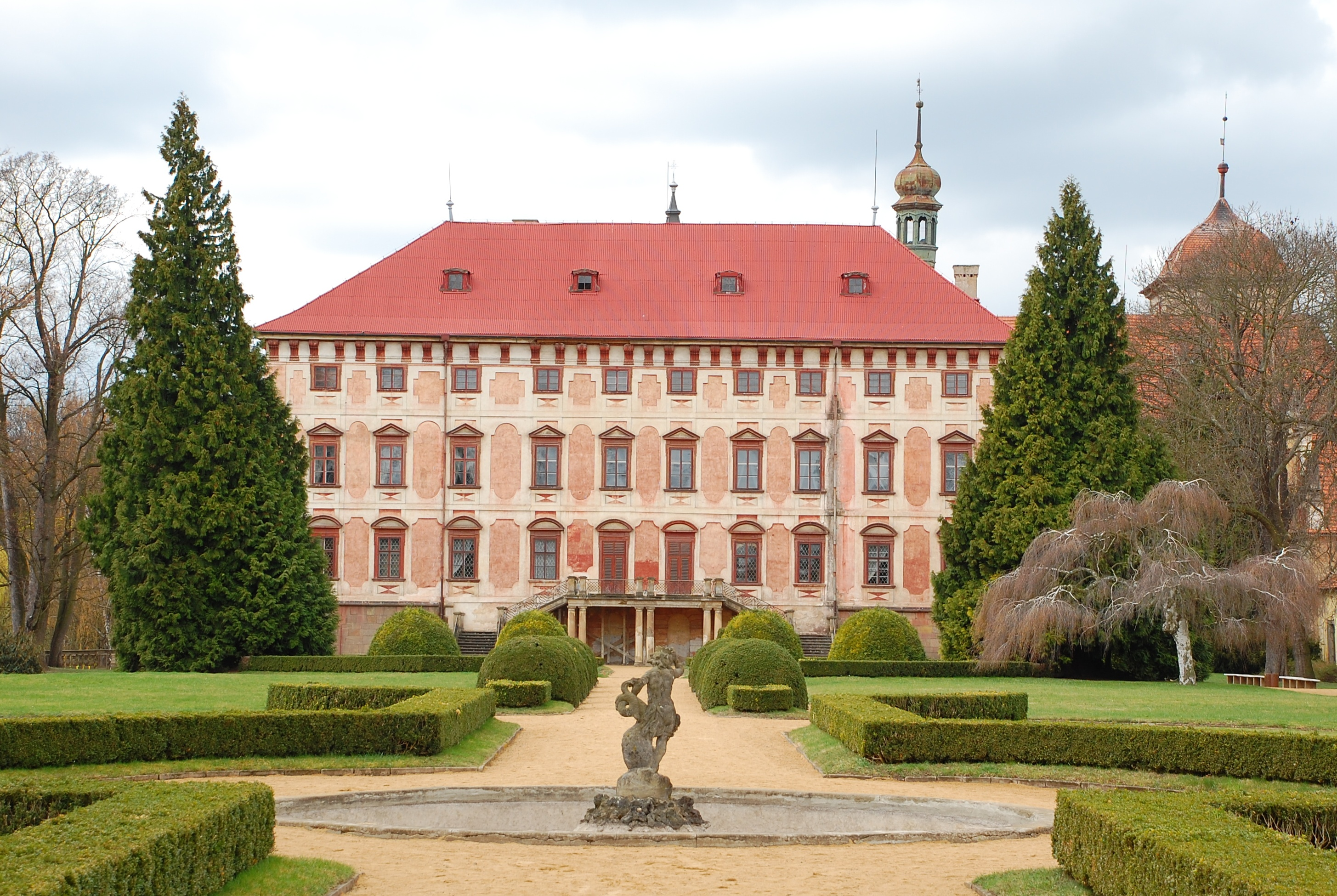
Schloss Libochowitz (1858–1945)
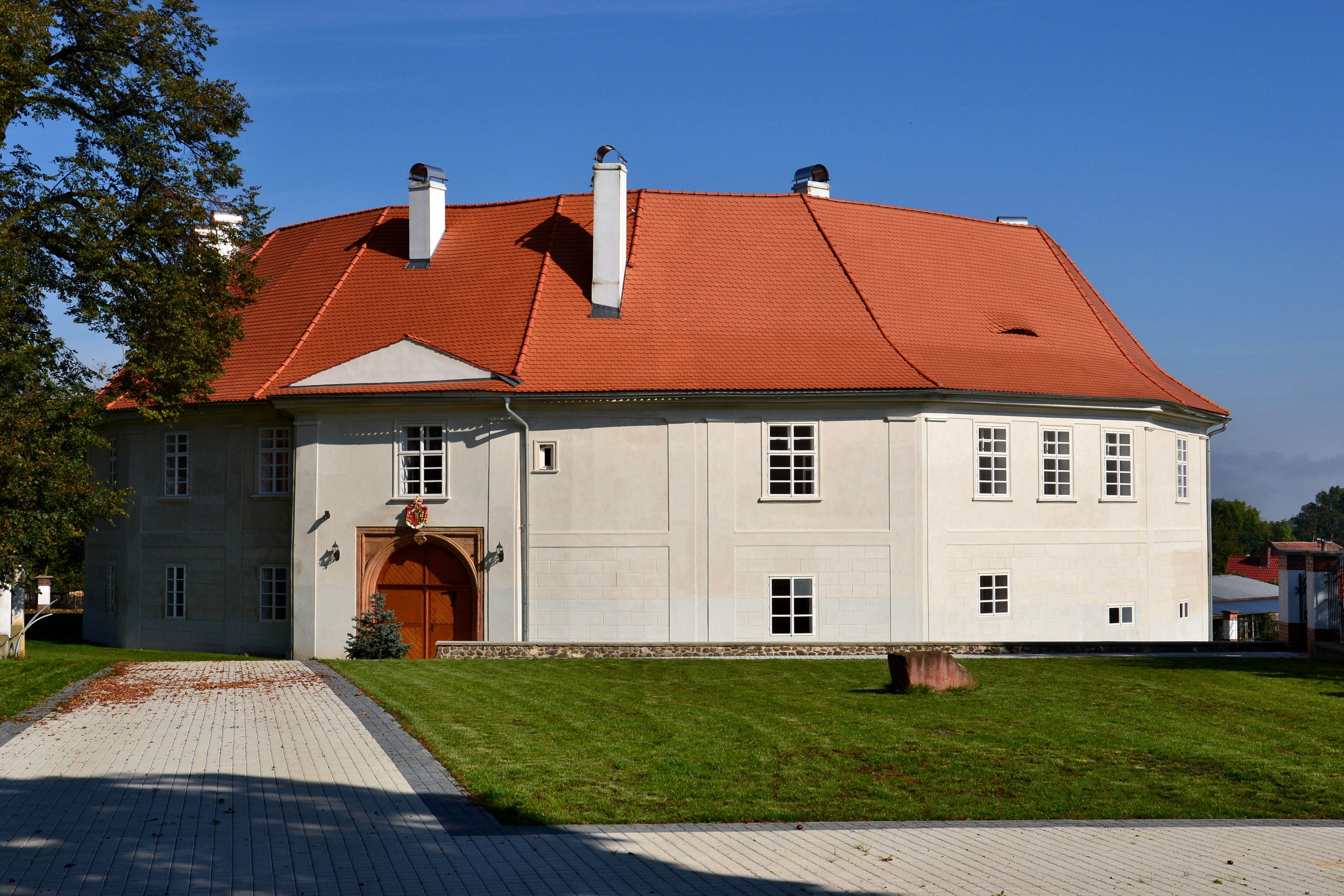
Schloss Nepomyšl (1848–1945)
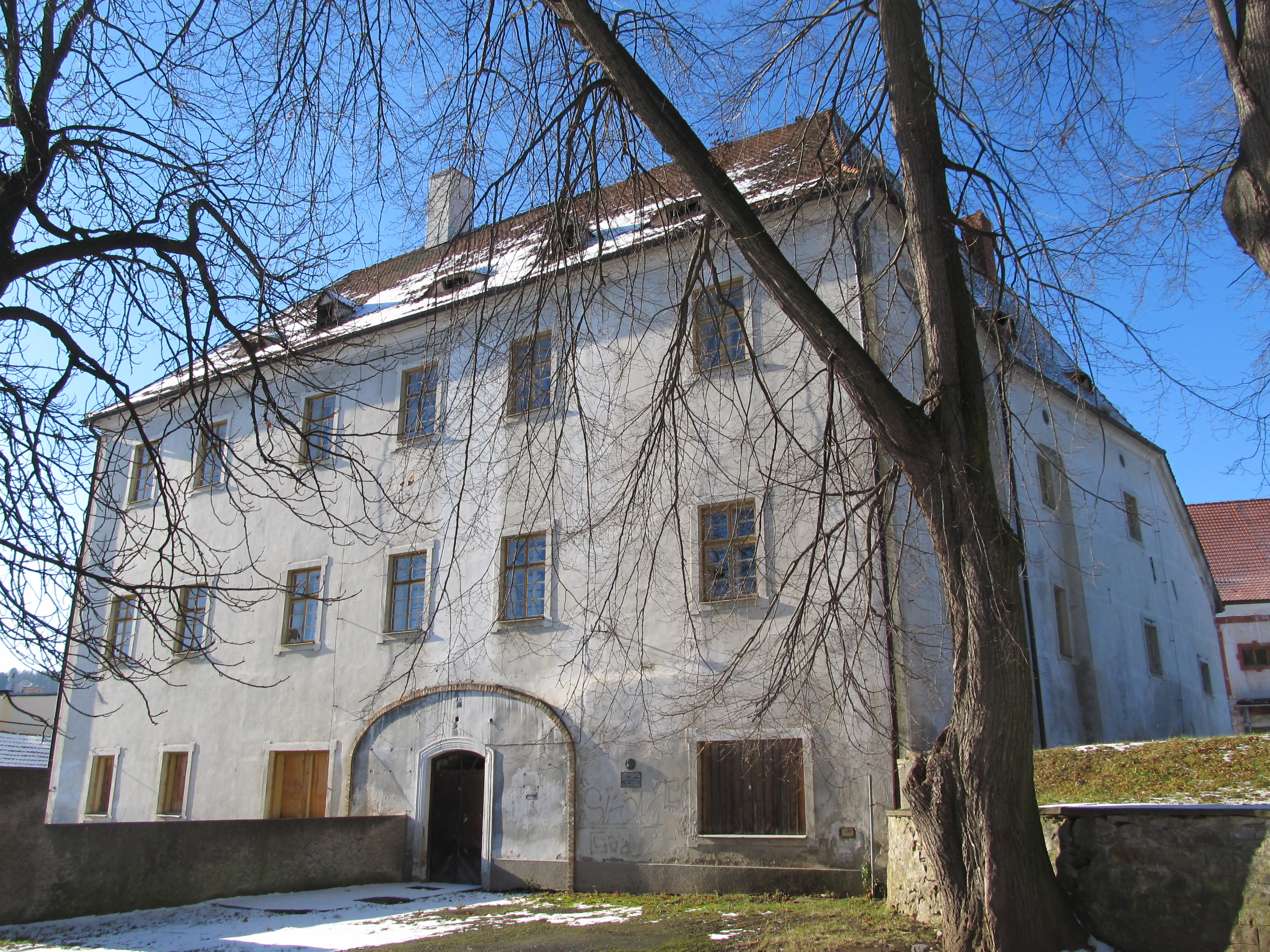
Schloss Wällisch Birken (1858–1945)